# Tachydromia nigerrima
Tachydromia nigerrima is een vliegensoort uit de familie van de Hybotidae. De wetenschappelijke naam van de soort is voor het eerst geldig gepubliceerd in 1918 door Bezzi.